# 広瀬永造
広瀬 永造（ひろせ えいぞう、1899年（明治32年）3月 - 1951年（昭和26年）1月7日）は、日本の内務・警察官僚。官選和歌山県知事。

## 来歴
兵庫県出身。第三高等学校を卒業。1922年11月、文官高等試験行政科試験に合格。1923年、京都帝国大学法学部法律学科を卒業。内務省に入省し静岡県属となる。
以後、静岡県警視、神奈川県勤務、福岡県勤務、兵庫県勤務、宮崎県書記官・警察部長、高知県書記官・警察部長、岡山県書記官・警察部長、福岡県書記官・警察部長、兵庫県書記官・警察部長、大阪府書記官・警察部長、警視庁警務部長を歴任した。
1941年10月、和歌山県知事に就任。戦時下の対応に尽力。1944年8月1日、知事を依願免本官となり退官した。戦後、公職追放となった。